# Wally Szczerbiak
Walter Robert Szczerbiak (ur. 5 marca 1977 w Madrycie) – amerykański koszykarz, grający w lidze NBA na pozycji niskiego skrzydłowego.
Urodził się w Hiszpanii, gdzie jego ojciec Walter grał w Realu Madryt. Jeżdżąc z ojcem, grającym w różnych krajach, Wally spędził większość swego dzieciństwa w Europie. Po zakończeniu kariery ojca, rodzina wróciła do Nowego Jorku, gdzie Wally uczęszczał do szkoły średniej. Następnie studiował w Miami University, w Oxford (Ohio), którą to uczelnię ukończył w 1999 r.
Wybrany przez Minnesota Timberwolves z 6. numerem w drafcie, spędził w klubie z Minneapolis następnych siedem lat. W tym czasie m.in. znacząco wspomógł gwiazdę drużyny Kevina Garnetta w doprowadzeniu zespołu do finału Konferencji (2004). Od 2006 r. Szczerbiak nie zagrzewał nigdzie dłużej miejsca, spędzając po jednym sezonie, kolejno w Boston Celtics, Seattle SuperSonics i Cleveland Cavaliers.
W 2002 wystąpił w meczu gwiazd NBA.
Jego ojciec – Walter Sr występował przez wiele lat z sukcesami w Realu Madryt, został wybrany do elitarnego grona 50 Największych Osobowości w historii Euroligi (2008).

## Osiągnięcia
NCAA
- Zawodnik roku konferencji Mid-American (1999)[2]
- Wybrany do II składu All-American (1999)[3]

NBA
- Uczestnik meczu gwiazd NBA (2002)[4]
- Wybrany do I składu debiutantów NBA (2000)[5]
- MVP Rookie Challenge (2001)[6]

Reprezentacja
- 2–krotny mistrz Igrzysk Dobrej Woli (1998, 2001)[7]
- Mistrz Ameryki (1999)[8]